# Stupari-Centar
Stupari-Centar (en serbe cyrillique : Ступари-Центар) est un village de Bosnie-Herzégovine. Il est situé dans la municipalité de Kladanj, dans le canton de Tuzla et dans la fédération de Bosnie-et-Herzégovine. Selon les premiers résultats du recensement bosnien de 2013, il compte 297 habitants.

## Démographie

### Évolution historique de la population
| 1948 | 1953 | 1961 | 1971 | 1981 | 1991 | 2013 |
| ---- | ---- | ---- | ---- | ---- | ---- | ---- |
| -    | -    | 285  | 536  | 730  | 145  | 297  |

|  |

### Communauté locale
En 1991, Stupari-Centar faisait partie de la communauté locale de Stupari qui comptait 4 993 habitants, répartis de la manière suivante :